# Timo Barthel
Timo Barthel (Würselen, 3 aprile 1996) è un tuffatore tedesco.

## Biografia
È cresciuto nel Dresdner Sportclub 1898, allenato da Christoph Bohm.
Ha rappresentato la nazionale tedesca ai campionati mondiali di nuoto di Kazan' 2015, prendendo parte al concorso dei tuffi dal trampolino 1 metro, dove ha concluso al ventunesimo posto, ed, in coppia con la connazionale Christina Wassen, a quello dal trampolino 3 metri sincro misti, classificandosi ottavo.
Ai campionati europei di nuoto di Londra 2016, sempre in coppia con Christina Wassen, ha sfiorato il podio nel trampolino 3 metri sincro misti, chiudendo alle spalle delle coppie britannica (Grace Reid e Tom Daley), italiana (Tania Cagnotto e Maicol Verzotto) e russa (Nadežda Bažina e Nikita Šlejcher) e raggiunto il quinto posto nella piattaforma 10 metri sincro misti. Nel concorso della piattaforma 10 metri individuale si è classificato sesto.
Nel giugno 2017 si è qualificato, con il compagno di nazionale Florian Fandler, al Campionati europei di tuffi di Kiev 2017 nel concorso dei tuffi dalla piattaforma 10 metri sincro, piazzandosi quinto in finale.
Ai campionati mondiali di nuoto 2017 di Budapest 2017 ha gareggiato nel concorso dei tuffi dalla piattaforma 10 metri. Nel turno preliminare ha ottenuto la qualificazione per la semifinale con il quattordicesimo posto. È stato eliminato in semifinale, dopo due gravi errori nel secondo e terzo tuffo, ed ha chiuso la competizione al diciassettesimo posto. La competizione è stata vinta dal britannico Tom Daley.
Tra il 2020 ed il 2023 conquista due medaglie di bronzo mondiali ed altrettante europee, tutte tra sincro e gare a squadre. Agli europei di Antalya del 2025 sale sul gradino più alto del podio nel sincro 3 metri insieme a Moritz Wesemann.

## Palmarès
- Mondiali

Budapest 2022: bronzo nel sincro 3m.
Fukuoka 2023: bronzo nella squadra mista.
- Europei di nuoto/tuffi

Budapest 2020: bronzo nel sincro 10m.
Roma 2022: bronzo nel sincro 10m.
Antalya 2025: oro nel sincro 3m.
- Giochi mondiali militari

Wuhan 2019: argento nel sincro 10m e nella gara a squadre.